# The Ash & Clay
The Ash & Clay är den amerikanska indiefolkduon The Milk Carton Kids andra studioalbum, utgivet 22 mars 2013 på skivbolaget ANTI-. Albumet var deras första för detta bolag

## Om albumet
The Ash & Clay producerades av The Milk Carton Kids och spelades in den 4 och 7 september 2012 i Stampede Origin Studios i Culver City i Kalifornien. Under inspelningen användes Neumann- och AEA-mikrofoner. Inspelningen, mixningen och mastringen gjordes av Ryan Freeland.
I anslutning till skivan genomfördes en turné med Sarah Jarosz där man bland annat besökte Austin City Limits Music Festival. The Milk Carton Kids uppträdde också på Garrison Keillors A Prairie Home Companion, CBS This Morning och Conan O'Brien.
Tre låtar från The Ash & Clay, "Snake Eyes", "The Ash & Clay" och "Jewel of June", finns med i Gus Van Sants film Promised Land, med bland andra Matt Damon och John Krasinski.

## Låtlista
Alla låtar är skrivna av The Milk Carton Kids.
1. "Hope of a Lifetime" – 3:13
2. "Snake Eyes" – 2:38
3. "Honey, Honey" – 2:20
4. "Years Gone By" – 4:29
5. "The Ash & Clay" – 3:39
6. "Promised Land" – 3:50
7. "The Jewel of June" – 3:00
8. "Whisper in Her Ear" – 4:04
9. "On the Mend" – 3:53
10. "Heaven" – 3:26
11. "Hear Them Loud" – 3:02
12. "Memphis" – 4:47

### LP
Sida A
1. "Hope of a Lifetime"
2. "Snake Eyes"
3. "Honey, Honey"
4. "Years Gone By"
5. "The Ash & Clay"
6. "Promised Land"

Sida B
1. "The Jewel of June"
2. "Whisper in Her Ear"
3. "On the Mend"
4. "Heaven"
5. "Hear Them Loud"
6. "Memphis"

LP-utgåvan innehåller även en CD-version av albumet.

## Medverkande
- Kenneth Pattengale – sång, akustisk gitarr (1954 Martin 0-15)
- Joey Ryan – sång, akustisk gitarr (1951 Gibson J45)

## Mottagande

### Kritikerröster
Albumet har medelbetyget 70/100 på Metacritic, baserat på sex recensioner.

### Grammy-nominering
The Ash & Clay nominerades till en Grammy för "Best Folk Album 2013".